# John Pitti

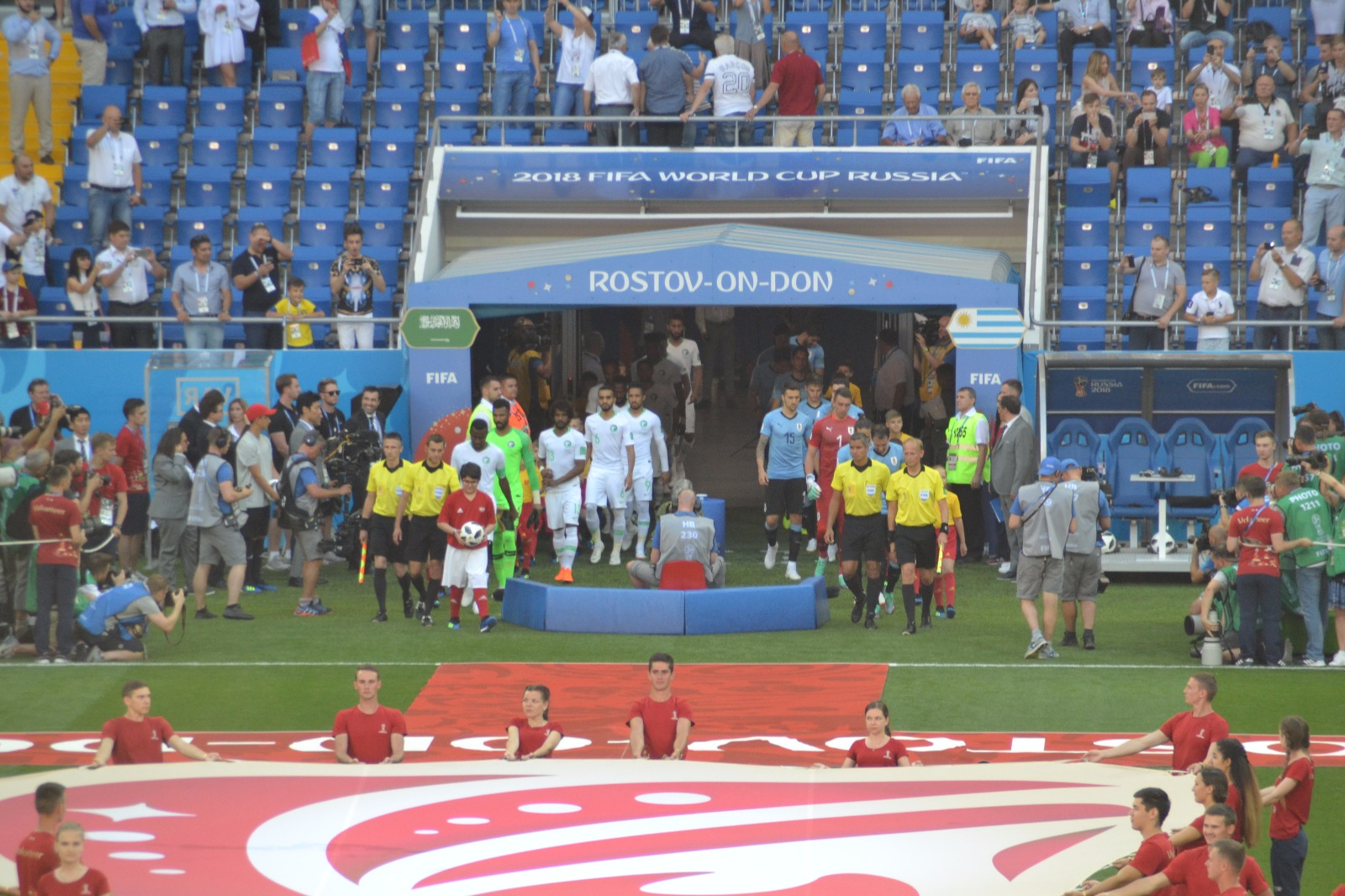
John Pitti (segon començan per la dreta) durant el partit de ronda preliminar entre l'Uruguai i l'Aràbia Saudita a la Copa del Món 2018.

John Francis Pitti Hernández (Chiriquí, Panamà, 2 d'agost de 1978) és un àrbitre de futbol panameny. És internacional des del 2012.
Montero és un àrbitre de la lliga panamenya. El 2012 va entrar al comitè d'àrbitres de la FIFA i la CONCACAF. Ha dirigit partits de la de la Lliga de Campions de la CONCACAF, de la Copa d'Or de la CONCACAF (2015 i 2017), de la Copa América (2016), de la Copa Centroamericana (2017) i de la Copa del Món (2018).